# Les Piles
Les Piles – gmina w Hiszpanii, w prowincji Tarragona, w Katalonii, o powierzchni 22,51 km². W 2011 roku gmina liczyła 214 mieszkańców.